# آزمون میلون

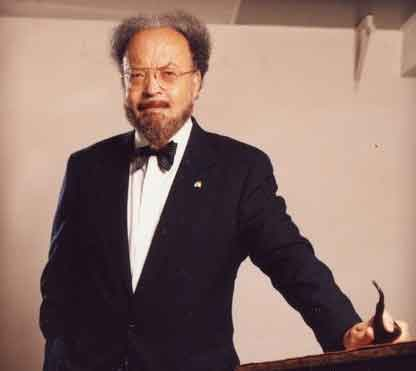
تئودور میلون، طراح آزمون روانشناسی میلون (۱۹۲۸-۲۰۱۴)

آزمون بالینی چند محوری میلون (MCMI) (به انگلیسی: Millon Clinical Multiaxial Inventory) یک آزمون روان‌شناختی شخصیت است که برای اولین بار در اواخر دهه ۶۰ میلادی بر اساس مدل آسیب‌شناسی روانی میلون توسط تئودور میلون (Theodore Millon) ساخته شد. سپس در اواسط دهه ۸۰ مورد تجدید نظر قرار گرفت. نسخه سوم آزمون در سال ۱۹۹۴ تجدید نظر و در گردهمایی انجمن روان‌شناسی آمریکا معرفی شد. این آزمون برای افراد بالغ (بالای هجده سال)است که توانایی خواندن تا سطح کلاس پنجم ابتدایی را دارند و نباید برای عموم جمعیت و نوجوانان مورد استفاده قرار گیرد. 
آزمون بالینی چند محوری میلون ۳ (MCMI III) یک مقیاس خودسنجی با ۱۷۵ گویه بلی/ خیر است که ۱۴ الگوی بالینی شخصیت و ۱۰ نشانگان بالینی را می‌سنجد و برای بزرگسالان ۱۸ سال به بالا، استفاده می‌شود. این آزمون بر اساس مدل آسیب‌شناسی روانی میلون (۱۹۶۹/ ۱۹۸۳) ساخته شده‌است و دو بار از زمان انتشار آن، تجدید نظر شده‌است. ام.سی.ام.آی، یکی از پرکاربردترین آزمون‌های روانی است که به چندین زبان ترجمه شده‌است و در تحقیقات بین فرهنگی متعددی مورد استفاده قرار گرفته‌است؛ از جمله در ایران، دو بار هنجاریابی شده‌است. خواجه موگهی در سال ۱۳۷۲ در تهران، نسخه دوم این آزمون، و شریفی در ۱۳۸۱ نسخه سوم آن را در اصفهان هنجاریابی کرده‌است.
تست میلون ۳ که نسخه تجدید نظر شدهٔ میلون ۲ است در اوت ۱۹۹۴ در گردهمایی انجمن روانشناسی آمریکا معرفی شد. بیش از ۵۰ درصد از گویه‌های ام.سی.ام. آی ۳ تغییر کرده‌است. طول مقیاس‌ها کاهش یافته‌است و دو مقیاس جدید (مقیاس اختلال شخصیت افسرده و مقیاس اختلال استرس پس از ضربه) به مقیاس‌های آزمون اضافه گردیده‌است.
یک ویژگی MCMI و نسخه‌های تجدید نظر شده آن، استفاده از نمره‌های برش نرخ پایه (BR) برای تأیید وجود یا عدم وجود یک ویژگی خاص است. نمره BR نیز مانند نمره شناخته شده T در واقع وسیله تبدیل یک نمره خام به یک نمره معنادار برای تفسیر است. با این همه نمره‌های BR در مورد درصد معینی از یک جمعیت که تصور می‌شود دارای یک ویژگی یا نشانگان معین است برگرفته شده‌است. برای مثال ۱۷ درصد از جمعیت بیماران روانی را می‌توان دارای ویژگی‌های آشکار یک شخصیت وابسته تلقی نمود. در صورتی که گمان می‌رود فقط یک درصد از آن‌ها دارای ویژگی‌های شخصیت آزارگر باشند. یعنی تصمیم‌گیری دربارهٔ ویژگی‌های بیمار هنگامی انجام می‌شود که نمره‌های وی در دامنه‌ای همخوان با هر یک از دو نشانگان بالا باشد. میلون به‌طور اختیاری نقطه برش نرخ پایه ۸۵ یا بالاتر را به عنوان وجود قطعی ویژگی‌های مورد نظر تعیین کرد. نمره‌های BR ۷۵ یا بالاتر دلالت بر وجود ویژگی‌های یک اختلال دارند و نمرات BR پایین‌تر از ۷۵ نشان می‌دهد که برخی از ویژکی‌ها وجود دارند نه همه آنها. نمره‌های برش یا وجه اضافی عبارت بودند از ۳۵ برای نشان دادن نمره میانه گروه بهنجار و نمره ۶۰ که میانه جمعیت بیماران روانی بود. رویکرد نرخ پایه بالا از لحاظ نظری توسط تعدادی از نویسندگان (فین، ۱۹۸۲، ویدیچر و کلسو، ۱۹۸۳) تأیید شده و به‌طور تجربی نشان داده‌است که در مقایسه با رویکرد پر استفاده‌تر نمره T دقت تشخیص را افزایش می‌دهد (دیوتی و وینسنت، ۱۹۸۶). میلون در مورد مفهوم نرخ پایه شیوع و علت استفاده از نمره‌های نرخ پایه در ام.سی.ام. آی به تفضیل بحث نموده‌است.
تست میلون در اصل یک ابزار تشخیصی برای ارزیابی اختلالات شخصیت است. از این رو قسمت عمده پژوهش‌های ام.سی.ام. آی به پژوهش در مورد روایی همزمان و همگرا در ارزیابی اختلالات شخصیت پرداخته‌اند. میلون به جای واژه «اختلال» از اصطلاح «الگوهای بالینی شخصیت» استفاده می‌نماید.

## پایه‌های نظری ام.سی.ام. آی
از زمان انتشار کتاب آسیب‌شناسی روانی نوین (میلون) مدل آسیب‌شناسی روانی میلون بسط و توسعه یافته‌است. در فرم اخیر آن، میلون (۱۹۹۷)، میلون و دیویس(۱۹۹۶) ادعا می‌کنند که ساختار یک علم بالینی در برگیرنده چهار عنصر اصلی است:
- یک نظریه که پدیده‌های مورد مطالعه را تبیین کند.

- یک طبقه‌بندی که این پدیده‌ها را در ابعاد معنادار دسته‌بندی کند.

- ابزاری که این پدیده‌ها را ارزیابی کند.

- برنامه مداخله درمانی که موارد مشکل را درمان کند.

بنابراین آزمون بالینی چند محوری میلون، ابزاری است که طبقه‌بندی میلون از آسیب‌شناسی شخصیت را ارزیابی می‌کند و از نظریه زیستی تکاملی میلون در مورد رشد و آسیب‌شناسی شخصیت سر برآورده است. در اصل ام.سی.ام. آی به منظور انطباق با طبقه‌بندی‌های رسمی روانپزشکی طراحی نشده‌است بلکه، تجدید نظرهای بعدی آزمون موجب نزدیکتر شدن آن به مقولات DSM شده‌است.
برای درک بهتر پایه‌های نظری ام.سی.ام. آی در ادامه، ابتدا به مفاهیم اساسی نظریه میلون و سپس طبقه‌بندی الگوهای بالینی شخصیت در نظریه میلون می‌پردازیم.

## مفاهیم اساسی در نظریه میلون

### مفهوم شخصیت از دیدگاه میلون
میلون(۱۹۹۶) شخصیت را اینگونه تعریف می‌کند: الگوی پیچیده و بسیار عمیقی از ویژگی‌های روانشناختی که نمی‌توان به راحتی آن‌ها را ریشه کن کرد و تقریباً به صورت خودکار، خود را در تمامی جنبه‌های عملکرد فرد آشکار می‌سازند. این ویژگی‌ها ذاتی و فراگیر بوده و ماتریس پیچیده‌ای از پیش آمادگی‌های زیستی و یادگیری‌ها را تشکیل داده و الگوی ادراکی، احساس، تفکر و شیوه‌های مقابله آن فرد را می‌سازند. شخصیت آمیزه‌ای از احساسات، ادراکات، افکار و رفتارهای نامرتبط نیست، بلکه سازمانی کاملاً در هم تنیده از نگرش‌ها، عادت‌ها و عواطف است. اگر چه ما زندگی خود را با احساسات و واکنش‌های کم و بیش نامرتبط و مختلف شروع می‌کنیم، ولی به مرور زمان دامنه آن‌ها را محدود کرده و خزانه رفتاری خاص خودمان را می‌سازیم. این خزانه رفتاری است که ما را از دیگران متفاوت کرده و شیوه مقابله ما را در برخورد با دیگران و در درون خودمان تعیین می‌نماید.

### مفهوم سیستم در نظریه میلون
با این تعریف، شخصیت دیگر یک ماده و اختلال شخصیت یک بیماری نیست که از خارج وارد شده و بهنجاری فرد را از بین ببرد. به بیان دیگر اختلال شخصیت مثل بیماری‌های جسمی نیست که بتوان آن را به یک عامل خارجی یا درونی مشخص نسبت داد. میلون به جای واژه «اختلال» از اصطلاح «الگوهای بالینی شخصیت» استفاده می‌نماید. از این دیدگاه، همان‌طور که در بیماری‌های جسمی، سیستم ایمنی بدن است که مشخص می‌کند آیا فرد بیمار خواهد شد یا خیر، در مسایل روانی نیز سبک شخصیتی فرد یعنی مهارت‌های مقابله‌ای و انعطاف‌های سازگارانه فرد است که تعیین می‌کند آیا وی در مقابله با محیط از پای در خواهد آمد یا خیر. اگر این‌گونه به موضوع نگاه کنیم، ساختار و ویژگی‌های شخصیت (بهنجار یا نابهنجار) مبنای سلامت یا بیماری روانی فرد می‌شود.
با توجه با توضیح فوق، یکی از مفاهیم اصلی نظریه میلون روشن می‌شود و آن مفهوم سیستم است. توضیح اینکه با توجه به آنچه گفته شد، می‌توان شخصیت و محیط را یک سیستم دانست. سیستمی که ویژگی اصلی آن، سلسله مراتبی و خودگردان بودن است. به این دلیل گفته می‌شود، شخصیت سلسله مراتبی است، که ازچند سطح سازمانی تشکیل گردیده‌است: سطوح زیستی، روانی، خانوادگی، اجتماعی و فرهنگی، که هر سطح روی لایه یا سطح قبلی بنا گردیده‌است.

### مفهوم تکامل از دیدگاه میلون
میلون مفهوم تکامل را از داروین اقتباس کرده‌است. در نظریه سیستم‌های تکاملی میلون، مفهوم تکامل در پیوند با بوم‌شناسی مطرح است. منظور از تکامل تغییراتی است که در موجود ایجاد می‌شود تا بتواند با مقتضیات محیط جدید و آینده سازگار گردد. تکامل ممکن است تدریجی یا به صورت جهشی انجام شود، ولی در هر صورت هدف نهایی، انطباق بوم شناختی است. اخیراً علم تازه‌ای بنیان‌گذاری شده‌است که زیست‌شناسی اجتماعی نامیده می‌شود. این حوزه علم به مطالعه تکامل عملکرد اجتماعی انسان و زیست‌شناسی تکاملی می‌پردازد. میلون از این علم متأثر است و انسان را در خط تکامل و به دنبال گیاه و حیوان می‌بیند و تأثیر تکامل روی شکل‌گیری شخصیت از مفاهیم اصلی نظریه وی است. میلون به این موضوع اشاره می‌کند که همه موجودات زنده از خطر فرار می‌کنند، غذا پیدا می‌کنند و تولید مثل می‌کنند. اعضای هر گونه‌ای از جانداران، شباهت‌هایی در شیوه سازگاری با محیط و بقا خود دارند؛ ولی در عین حال میزان موفقیت اعضای هر گونه درسازگاری با محیط، با یکدیگر متفاوت است. به ساده‌ترین بیان، شخصیت شیوه کم و بیش منحصر به فرد هر موجود در تطابق با محیط است که با شیوه موجودات دیگر نوع خودش تا حدودی فرق دارد. به این ترتیب شخصیت بهنجار از روش‌های متعارف گونه خودش برای انطباق مؤثر با محیط واقعی یا مورد انتظار استفاده می‌کند و اختلال شخصیت به شیوه‌های عملکرد ناسازگارانه فرد در برخورد با محیطی که آن گونه یا نوع با آن روبه‌روست، اشاره دارد.

### مفهوم طبقه‌بندی از دید میلون
در تاریخ روانشناسی، طبقه‌بندی هنجار و ناهنجار همواره بر مبنای مشاهده منظم، دیدن الگوهای رفتاری و هیجانی تکرار شونده در میان گروهی از افراد صورت گرفته‌است. آنچه که از طریق این مشاهدات به دست آمده، بر یک فرضیه سبب شناختی استوار گردیده و به این ترتیب به وجوه مشترک مشاهدات معنا داده شده‌است. نظریه مزاجی بقراط و تقسیم‌بندی کرپلین بر مبنای سیر بیماری از این دسته‌اند. مثال معاصر از طتقه بندی بالینی بر مبنای ویژگی‌های مشاهده شده، DSM است.
بنابراین یک شیوه طبقه‌بندی، طبقه‌بندی بر مبنای مشاهده و استقرا است. روش دیگر طبقه‌بندی، طبقه‌بندی بر مبنای نظریه و قیاس می‌باشد. تحلیل عوامل از نوع دوم است. هم طبقه‌بندی بر مبنای مشاهده و هم طبقه‌بندی بر مبنای تحلیل عوامل یک ضعف عمده دارند و آن اینکه به کسی که این مشاهده یا تحلیل را انجام داده، متکی هستند. این فرد است که بر مشاهدات خود اسم گذاشته یا تعداد عوامل مورد نظر خود را انتخاب می‌نماید و به آن‌ها نام می‌دهد. به نظر میلون در طبقه‌بندی باید هم مشاهده و هم نظریه را در نظر گرفت. نظریه نه تنها مشاهدات قبلی را جمع کرده و به آن‌ها معنی می‌دهد، بلکه امکان ایجاد مفاهیم بدیع، انجام مشاهدات تازه و ابداع روش‌های نو را فراهم می‌آورد. در واقع نظریه است که دانش عمیق و ریشه دار را از دانش بدوی و صوری متمایز می‌سازد. اما نظریه نیز به تنهای پاسخگوی معضلات علمی نیست. اگر نتوان نظریه‌ای را به محک مشاهده و آزمایش سپرد، آن نظریه بی‌فایده خواهد بود (میلون، ۱۹۹۹).

## موارد مورد بررسی در آزمون میلون

### مقیاس های بالینی شخصیت
1. شخصیت اسکیزوئید (مقیاس ۱)
2. شخصیت اجتنابی یا دوری گزین (مقیاس A2)
3. شخصیت افسرده (مقیاس B2)
4. شخصیت وابسته (مقیاس ۳)
5. شخصیت نمایشی (مقیاس ۴)
6. شخصیت خودشیفته (مقیاس ۵)
7. شخصیت ضد اجتماعی (مقیاس A6)
8. شخصیت سادیستیک (مقیاسB6)
9. شخصیت وسواسی (مقیاس ۷)
10. شخصیت منفی گرا (مقیاس A8)
11. شخصیت خود آزار (مقیاس B8)

### مقیاس های آسیب شدید شخصیت
1. شخصیت اسکیزوتایپی (مقیاس S)
2. شخصیت مرزی (مقیاس C)
3. شخصیت پارانوئید (مقیاس P)

### مقیاس های نشانگان بالینی
1. اختلال اضطراب (مقیاس A)
2. اختلال شبه جسمی (مقیاس H)
3. اختلال مانیک (مقیاس N)
4. اختلال افسرده خویی (مقیاس D)
5. وابستگی به الکل (مقیاس B)
6. وابسته به مواد یا دارو (مقیاس T)
7. اختلال استرس پس از ضربه (مقیاس R)

### مقیاس های نشانگان بالینی شدید
1. اختلال تفکر (مقیاسSS)
2. افسردگی اساسی (مقیاس CC)
3. اختلال هذیانی (مقیاس PP)

### مقیاس های روایی و سبک پاسخ
1. روایی (مقیاس V)
2. افشاگری (مقیاس X)
3. جامعه پسندی (مقیاس Y)
4. بدجلوه دهی (مقیاس Z)